# Вільгельміна Кароліна Данська
Вільгельміна Кароліна Данська і Норвезька (нім. Wilhelmine Karoline von Dänemark und Norwegen; 10 липня 1747, Копенгаген — 14 січня 1820, Кассель) — принцеса Данська і Норвезька, курфюрстіна Гессен-Кассельська.

## Біографія
Вільгельміна — донька короля Данії Фредеріка V і його першої дружини Луїзи Великобританської, доньки короля Великої Британії Георга II.
У 1764 році принцеса Вільгельміна Кароліна вийшла заміж за спадкового принца Гессена і графа Ганау Вільгельма, майбутнього ландграфа під ім'ям Вільгельм IX і курфюрста під ім'ям Вільгельм. Чоловік Вільгельміни Кароліни вважався одним з найбагатших правителів свого часу. Період Вестфальського королівства сім'я провела в еміграції, в Шлезвізькому герцогстві і в Празі.

## Діти
- Марія Фрідеріка (1768—1839), княгиня Ангальт-Бернбурзька
- Кароліна Амалія (1771—1848), герцогиня Саксен-Гота-Альтенбурзька
- Фридрих (1772—1784)
- Вільгельм II (1777—1847), курфюрст Гессен-Касселя